# Лыжные гонки на зимних Олимпийских играх 2014 — эстафета 4×10 км (мужчины)
Соревнования по лыжным гонкам в эстафете среди мужчин на зимних Олимпийских играх 2014 года прошли 16 февраля. Местом проведения соревнований стал лыжно-биатлонный комплекс «Лаура». Соревнования начались в 14:00 по местному времени (UTC+4). Первые два этапа участники прошли классическим стилем, третий и четвёртый этапы лыжники бежали свободным стилем. В эстафете приняли участие спортсмены 16 стран.
Олимпийскими чемпионами стали лыжники Швеции, обеспечившие себе отрыв ещё после 2-го этапа. Серебряными призёрами благодаря блестящему 3-му этапу Александра Легкова стала сборная России, бронзу сенсационно получили французские лыжники. Действующие чемпионы мира норвежцы неожиданно остались за чертой призёров, лишь второй раз за последние семь Игр не сумев попасть в тройку лучших.

## Медалисты
| Золото                                                                      | Серебро                                                                                | Бронза                                                                          |
| Швеция · Ларс Нельсон · Даниель Риккардссон · Юхан Ульссон · Маркус Хельнер | Россия · Дмитрий Япаров · Александр Бессмертных · Александр Легков · Максим Вылегжанин | Франция · Жан-Марк Гайяр · Морис Манифика · Робен Дювилляр · Иван Перрийя Буатё |

## Результаты
| Место | Номер | Команда                                                                                | Время                                     | Отставание |
| ----- | ----- | -------------------------------------------------------------------------------------- | ----------------------------------------- | ---------- |
| 1     | 2     | Швеция · Ларс Нельсон · Даниель Риккардссон · Юхан Ульссон · Маркус Хельнер            | 1:28:42,0 23:16,5 22:59,6 21:00,4 21:25,5 | —          |
| 2     | 3     | Россия · Дмитрий Япаров · Александр Бессмертных · Александр Легков · Максим Вылегжанин | 1:29:09,3 23:43,8 23:13,6 20:33,4 21:38,5 | +27,3      |
| 3     | 9     | Франция · Жан-Марк Гайяр · Морис Манифика · Робен Дювилляр · Иван Перрийя Буатё        | 1:29:13,9 23:26,1 23:13,6 20:55,4 21:38,8 | +31,9      |
| 4     | 1     | Норвегия · Эльдар Рённинг · Крис Йесперсен · Мартин Йонсруд Сундбю · Петтер Нортуг     | 1:29:51,7 23:42,8 23:36,1 20:56,8 21:36,0 | +1:09,7    |
| 5     | 4     | Италия · Дитмар Нёклер · Джорджо Ди Чента · Роланд Клара · Давид Хофер                 | 1:30:04,7 23:41,5 23:16,3 21:00,4 22:06,5 | +1:22,7    |
| 6     | 5     | Финляндия · Сами Яухоярви · Ийво Нисканен · Лари Лехтонен · Матти Хейккинен ·          | 1:30:28,4 23:16,8 22:59,3 22:09,7 22:02,6 | +1:46,4    |
| 7     | 6     | Швейцария · Кюрден Перль · Йонас Бауманн · Ремо Фишер · Тони Ливерс                    | 1:30:33,8 23:38,0 23:34,0 21:49,1 21:32,7 | +1:51,8    |
| 8     | 11    | Чехия · Алеш Разим · Лукаш Бауэр · Мартин Якш · Душан Кожишек                          | 1:30:36,8 23:43,5 22:49,9 21:25,2 22:38,2 | +1:54,8    |
| 9     | 7     | Германия · Йенс Фильбрих · Аксель Тайхман · Тобиас Ангерер · Ханнес Доцлер             | 1:31:18,8 23:53,3 23:18,5 21:32,9 22:34,1 | +2:36,8    |
| 10    | 15    | Эстония · Карел Таммъярв · Алго Кярп · Айвар Рехемаа · Райдо Ранкель                   | 1:32:52,6 24:17,2 23:53,3 22:13,0 22:29,1 | +4:10.6    |
| 11    | 10    | США · Энди Ньюэлл · Эрик Бьорнсен · Ноа Хоффман · Сайми Хэмилтон                       | 1:33:15.1 24:34,3 23:56,8 21:37,4 23:06,6 | +4:33,1    |
| 12    | 12    | Канада · Лен Вяльяс · Иван Бабиков · Грем Киллик · Джесси Кокни                        | 1:33:19,0 24:16,1 23:56,9 22:04,6 23:01,4 | +4:37,0    |
| 13    | 13    | Казахстан · Денис Волотка · Сергей Черепанов · Евгений Величко · Марк Старостин        | 1:34:11,9 23:50,1 24:28,7 22:44,2 23:08,9 | +5:29,9    |
| 14    | 14    | Беларусь · Михаил Семёнов · Александр Лазуткин · Алексей Иванов · Сергей Долидович     | 1:34:40,1 24:20,6 25:13,2 22:27,8 22:38,5 | +5:58,1    |
| 15    | 16    | Польша · Мацей Кречмер · Себастьян Газурек · Мацей Старега · Ян Антолец                | 1:35:46,5 24:04,1 24:35,5 22:42,9 24:24,0 | +7:04,5    |
| 16    | 8     | Япония · Хироюки Миядзава · Кейсин Ёсида · Нобу Нарусэ · Акира Лентинг                 | LAP 25:17,8 24:54,3 23:31,2 LAP           |            |